# Pergamos (Mythologie)
Pergamos (altgriechisch Πέργαμος Pérgamos) ist in der griechischen Mythologie der eponyme Heros von Pergamon. Er ist der jüngste Sohn des Neoptolemos, Sohn des Achilleus, und der Andromache. Seine Brüder waren Molossos und Pielos.
Pergamos zog der Sage nach in Begleitung seiner Mutter mit einer Heerschar nach Kleinasien und schlug dort im Zweikampf Areios, den Herrscher von Teuthrania. Anschließend soll er der Stadt seinen Namen gegeben haben: Pergamon. Seiner Mutter wurde nach ihrem Tod in dieser Stadt ein Heroon errichtet.
Servius erwähnt in einem Scholion zu Vergils Eklogen ein von Euphorion überliefertes Fragment der Geschichte um Pergamos, nach der dieser dem Sohn des Eurypylos, Grynos, zu Hilfe geeilt war und ihn im Kampf gegen feindliche Nachbarn unterstützt hatte. Aus Dankbarkeit habe Grynos eine Stadt seines Herrschaftsbereichs nach Pergamos benannt.
All diese in Kleinasien spielenden Erzählungen scheinen spät in die griechische Mythologie aufgenommen worden zu sein. Vor dem 3. Jahrhundert v. Chr. ist die Gestalt nicht zu greifen. Gleichwohl wurde Pergamos in der Stadt seines Namens, in Pergamon, als Heros Eponymos verehrt, Münzbilder, wenn auch erst römischer Zeit, trugen sein Bildnis und in der Stadt gab es ein Heroon des Pergamos. Gegenüber der Bedeutung des Telephos für die Stadtgründungsgeschichte blieb er jedoch im Hintergrund. Mithridates von Pergamon wurde von den Pergamenern in einem Ehrendekret mit Pergamos verglichen und als neuer Gründer der Stadt geehrt, nachdem er der sich bei Gaius Iulius Caesar erfolgreich für die Verleihung von Privilegien an Pergamon eingesetzt hatte.